# بنیاد هوشنگ گلشیری
بنیاد هوشنگ گلشیری بنیاد مستقل فرهنگی و سازمانی مردم‌نهاد در ایران است که به یاد هوشنگ گلشیری، نویسنده مشهور ایرانی تأسیس شده‌است.
این بنیاد به همت فرزانه طاهری، همسر هوشنگ گلشیری و تنی چند از دوستان و دوست‌داران هوشنگ گلشیری و پس از درگذشت او در خرداد ۱۳۷۹ خورشیدی، شکل گرفت. برگزاری جایزه هوشنگ گلشیری و نیز کلاس‌های آموزش داستان‌نویسی به جوانان از جمله مهم‌ترین فعالیت‌های این بنیاد محسوب می‌شد.

## منبع
- وب‌گاه رسمی بنیاد گلشیری بایگانی‌شده  در ۹ ژوئن ۲۰۰۷ توسط Wayback Machine